# 双文丹
双文丹是馬來西亞雪蘭莪州乌鲁雪兰莪县的一个巫金也是一座华人新村，临近万挠，居民多为华人。当地景点为『七仙井』，而当地也有许多废矿湖。該鎮目前正處於穩定發展階段，是吉隆坡郊區以外最大的郊區之一，也是烏魯雪蘭莪縣人口最多的城鎮。

## 地理
双文丹南至雙溪銖，西至武吉柏倫東，北至安達臘甲卑山。

## 教育
此镇有两间小学和一间中学，现今大部分华裔学生都就读于双文丹华小。

### 学校
- 双文丹华文小学(SJKC Serendah)
- 双文丹国民小学(SK Serendah)
- 双文丹国民中学(SMK Serendah)

## 交通

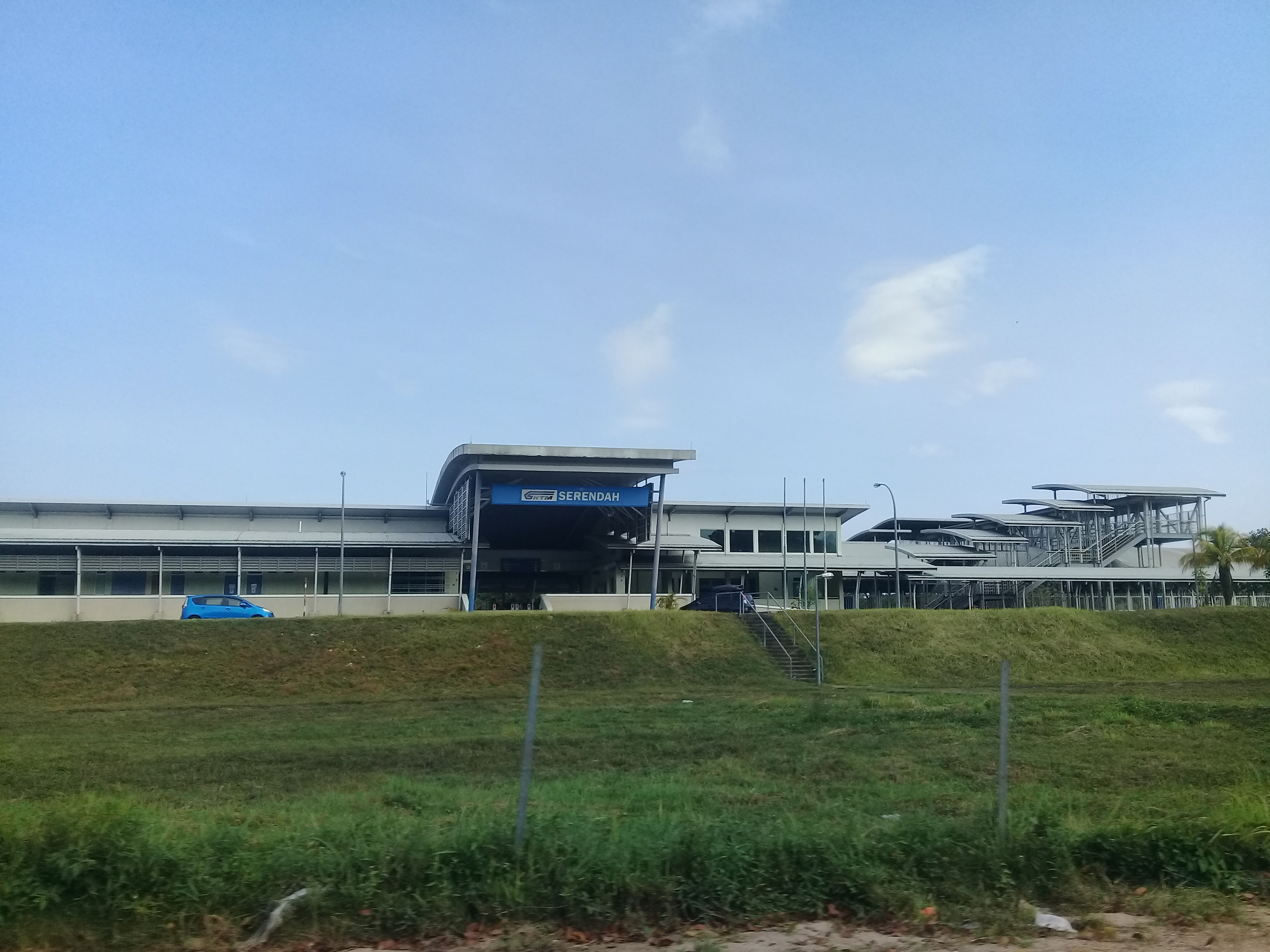
双文丹站

双文丹可通过联邦公路1号抵达。

### 铁路
马来亚铁道通勤铁路（KTM Komuter）在双文丹设有通勤铁路服务。 KA11 双文丹站于2007年4月27日开放，可通过此车站至吉隆坡中央车站、北海站、新山中央车站等地。

## 工业

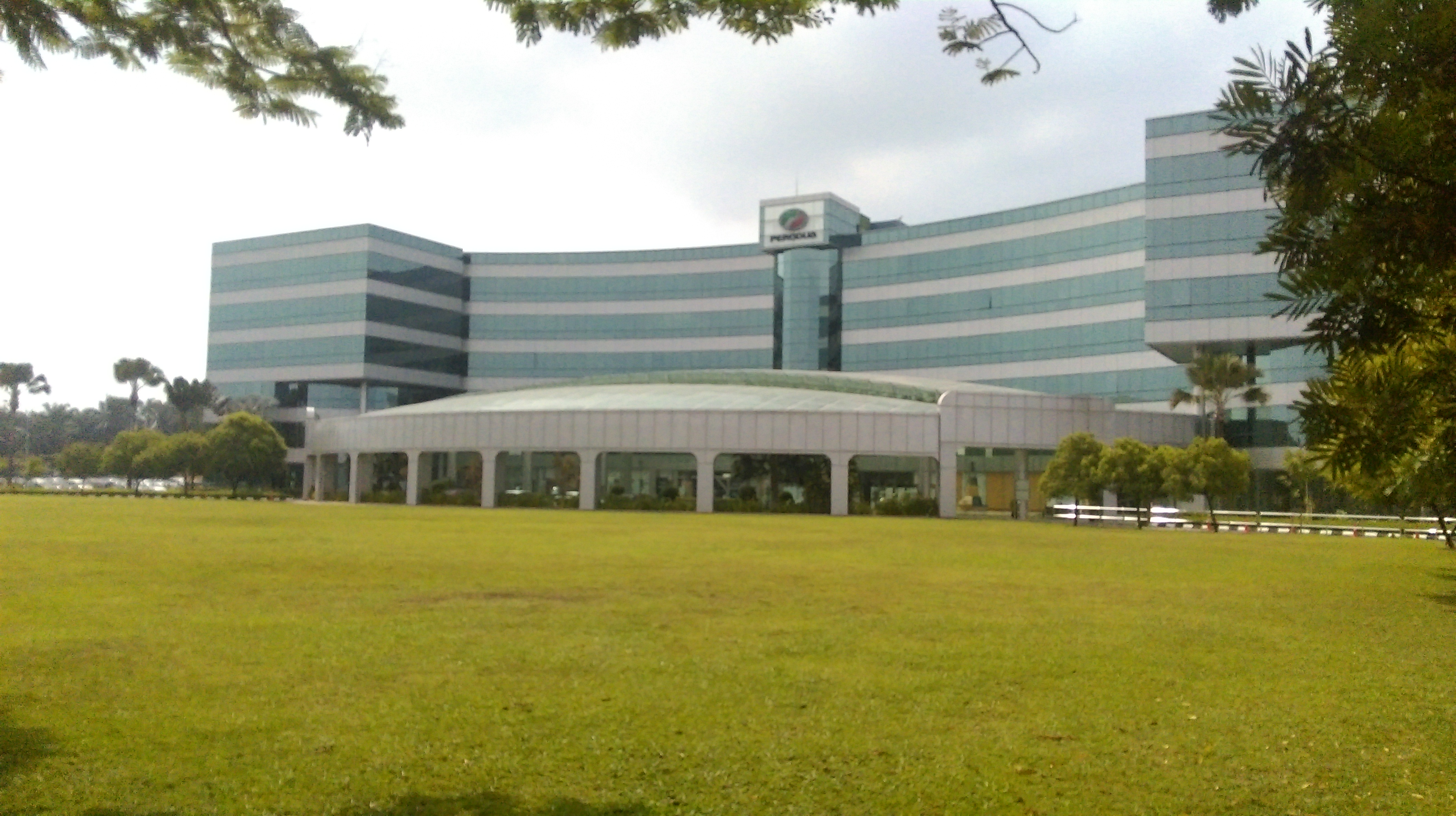

• 马来西亚第二国产车（Perodua）也在双文丹设厂。
• 合顺（UMW Holdings Bhd）旗下产业子公司UMW Land私人有限公司以及大马投资发展局（MIDA）合作由UMW Aerospace私人有限公司为罗尔斯-罗伊斯（Rolls-Royce Plc）生产飞机引擎风扇机匣，在双文丹设厂。
• 陈昌摩哆机构有限公司Tan Chong Motor Holdings Berhad旗下产业子公司陈昌汽车装配私人有限公司Tan Chong Motor Assemblies Sdn Bhd在双文丹设计汽车装配厂用以装配日产Nissan汽车。

## 景点
這裡有許多華人寺廟、一座清真寺、多座祈禱室、一座錫克教寺廟以及其他地區的宗教建築。
- 七仙井[1]
- 双文丹福灵宫(Hock Leng Keng)，1869年建立
- 拥有百年历史的『仙四师爷宫』（Sze Yeah Kong)，1898年建立
- 媽祖廟
- 金龙山万佛寺 (Jing Loong Shan Wan Fo Shih)
- 娘娘庙 (Liang Liang Temple)
- 雙文丹清真寺
- Sikh Temple - Gurdwara Sahib Serendah
- Vinayagar Temple